# Давид Юнг
Давид Юнг, роден на 17 януари 1980 г. в Клечку, е полски оперен певец (драматичен тенор), поет, писател, литературен критик, изследовател и историк, директор на Музея на полските електронни органи, главен редактор на националното културно списание "Зешити поетични".
Неговата поезия е била преведена на английски, беларуски, френски, немски, чешки, украински. През периода 2003-2005 г. води курсове по съвременна поетика за студенти на Колежиум Европейум Гнезненсе на Университета на Адам Мицкевич в Познан. През периода 2000-2006 г. учи соло пеене в Музикалната академия в Бидгошч, след което продължава образованието си в Музикалната академия в Гданск през периода 2006-2008 г. След това той продължава и усъвършенства своите вокални умения във Виена и Рим, където получава музикална стипендия.
През 2009 г. получава медал на името на Юлиуш Словацки в Заклада "Осолински". Той е съосновател и постоянен член на журито за Наградата на името на Анджей Кржицки, инициатор на културни и научни събития. Стипендиант на Verein zur Förderung der Deutsch-Polnischen Literatur в Берлин.
През 2012 г. публикува монография за литературата на Клечко от XVI и XVII век. Преводач на новолатински поети. Той е главен редактор на редиците "Библиотека на съвременната полска поезия", "Библиотека на старополската литература" и "Исторически студии" в списание "Зешити поетични".
През 2014 г. получава Медал за младото изкуство за "създаване и популяризиране на литературата като част от света, без която светът губи смисъл и вкус". През същата година се заселва в Рим и започва сътрудничество с Римския център за документация и изследвания на Папството на Йоан Павел II и др.
Той е член на Бидгошкото научно дружество, Сдружението на полски журналисти, Международната федерация на журналистите (IFJ) в Брюксел и Сдружението на полските писатели.
Той е публикувал в списания като "Gazeta Wyborcza", "Судиум", "Фрази", "Протокол за култура", "Ундергрунт", "Одри", "АртПАПИЕР", "Двутиждник".
През 2018 г. получава почетна награда "Заслужил за полската култура" от Министъра на културата и националното наследство в Полша.
Той е инициатор и съосновател на Музея на полските електронни органи, който разполага с най-голямата колекция на полски електронни клавишни инструменти в света и се ангажира в множество изкуствени и научни инициативи.
Той е вицепрезидент на Сдружението на полските писатели в Познан.

## Литературно творчество[2]
- "312685 причини" (2006)
- "Поема за говоренето на истината" (2014)
- "Караоке" (изд. Асоциация на полските писатели, отделение Лодз, Дом на литературата в Лодз, 2018)
- "#SPAM" (изд. Асоциация на полските писатели, отделение Краков, серия: Библиотека на Асоциацията на полските писатели, 2020)
- "Гласове" (2017)
- "Полша, любимата самоизтърпяваща мазохистка на Европа" (2017)
- "Легенди на кралския град. Събрани и обработени от Давид Юнг" (Издателство "Studia Kleccensia", т. 3, 2018)
- "Последните рибари на полските народни поети от XIX век, свързани с Елк" (Елк 2020)
- "Това е виоля. Антология на поети от Кашубия през междувоенния период" (Гданск, Управление на маршала на Поморската област, 2020)
- "Писателите на Клечко в периода 1590-1623 г. Приноси към историята на старополската култура" (Библиотека на старополската литература, т. 1, 2012)
- "Гдански химни на Якуб Гембицки" (Библиотека на старополската литература, т. 3, 2014)

## Награди и отличия (по-значими)[3]
Медал Юлиуш Словацки (2009); Медал "Младо изкуство" (първият лауреат в литературата беше Станислав Баранчак) (2014); Медал "Милениум на Гнезненския събор" (2014); Награда "Родина Вилкомирски" (2016); Награда "Млади журналисти" (Асоциация на полските журналисти) за фелиетони за културата (2016); Награда Болеслав Лещян (2017); Отличие от Министъра на културата и националното наследство във Варшава: "Заслужил за полската култура" (2018); Литературна и историческа награда "Идентитас" за книгата "Гласове" (2019); Награда "Магелан" - главна награда в категорията: мобилен пътеводител (съавторство на пътеводителя "13 идеи за Гнезно и околностите му"), връчена от литературния списание "Книги" (2019); Литературна награда "Владислав Реймонт" (номинация за литературна дейност) (2019); Награда "Анатол Й. Омелянюк" (отличие за най-добра регионална книга, издадена през 2018 г. - за събирането и обработването на стари легенди от Клечко, представени в книгата "Легенди на кралския град", председател на журито: проф. Стефан Беднарек, председател на Комитета за науките за полската култура на Полската академия на науките) (2019); Медал "Млад позитивист" (2019); Отличие от Министъра на културата и националното наследство във Варшава: Медал "Опазител на местата на национална памет" (2020); Кръст на св. Йоан Павел II (2021); Офицерски кръст (I степен) на Полския черен кръст (2021); Отличие от Президента на Република Полша Анджей Дуда: Медал "Столетие на възстановяването на независимостта" (2022); Сребърна значка "Заслужил за Асоциацията на полските писатели" (2023).